# Генрих III Мекленбургский
Генрих III Мекленбургский (нем. Heinrich III., Herzog zu Mecklenburg; ок. 1337 — 24 апреля 1383, Шверин) — герцог Мекленбурга с 1379 года.

## Биография
Генрих — первый сын герцога Мекленбурга Альбрехта II и его супруги Евфимии, сестры короля Швеции Магнуса. Первым браком Генрих сочетался с Ингеборгой Датской, дочерью короля Дании Вальдемара IV. У них родилось четверо детей:
- Альбрехт IV, соправитель Мекленбурга в 1383—1388 годах
- Евфимия, замужем за Иоганном V Верле-Гюстровским
- Мария, мать короля Дании Эрика VII, замужем за герцогом Вартиславом VII Померанским
- Ингеборга, аббатиса Рибницкого монастыря с 1398 года

26 февраля 1377 года герцог женился во второй раз на Мехтильде Верле-Варенской, дочери Бернахрада II Верльского. Этот брак остался бездетным.
В результате несчастного случая на турнире в Висмаре Генрих III умер 24 апреля 1383 года в Шверинском замке и был похоронен в церкви Доберанского монастыря. До 1384 года герцогство перешло в руки брата Магнуса I Мекленбургского и сына Альбрехта IV.